# Yahoo! Go
Yahoo! Go — мобильное приложение для устройств, совместимых с программным обеспечением Java (например, Windows Mobile и BlackBerry OS). В период поддержки программы она могла использоваться для доступа к сервисам Yahoo!. Запуск пришёлся на 2006 год, релиз второй и третьей версий состоялся в 2007 и 2008 годах, соответственно. После анонса о прекращении работы Yahoo! Go, опубликованного в декабре 2009 года, в январе 2010 года софт стал недоступен для использования.
Функциональность программы включает в себя: отправку, получение электронной почты, загрузку фотографий, использование картографических сервисов Земли, поиск через Yahoo! oneSearch и Yahoo! Answers, проверку котировок акций и получение последних новостей. Ввиду популярности сервисов корпорации в 2000-х годах, приложение предустанавливалось на некоторые телефоны — к примеру, Nokia 8800 Arte, Nokia 3110, Nokia 5320 XpressMusic.

## Системные требования
Для запуска Yahoo! Go требуется мобильный телефон с выходом в Интернет и 1 мегабайтом свободного места во внутреннем хранилище. Для пользования некоторыми сервисами понадобится регистрация в экосистеме Yahoo!.